# Malaia
Malaia är ett släkte av skalbaggar. Malaia ingår i familjen Rutelidae.

## Dottertaxa tillMalaia, i alfabetisk ordning[1]
- Malaia alticola
- Malaia boettcheri
- Malaia castanoptera
- Malaia celebica
- Malaia cetrata
- Malaia conopyga
- Malaia crassipes
- Malaia cyanea
- Malaia depressa
- Malaia depressiuscula
- Malaia flavopilosa
- Malaia furcula
- Malaia gnomonica
- Malaia macassara
- Malaia macronyx
- Malaia minnahassae
- Malaia nigrita
- Malaia nona
- Malaia oculata
- Malaia ornata
- Malaia pilifera
- Malaia pulla
- Malaia ritsemae
- Malaia rufofemorata
- Malaia rugithorax
- Malaia scalpta
- Malaia semperi
- Malaia signatipennis
- Malaia simulatrix
- Malaia stigma
- Malaia sulawesi
- Malaia tagala
- Malaia taoi
- Malaia thoracica
- Malaia tondanoensis
- Malaia toraja
- Malaia trajecta
- Malaia vandepolli
- Malaia vestita
- Malaia whiteheadi